# Масакр (лик)
Масакр (енгл. Carnage) је суперзликовац који се појављује у америчким стриповима Марвел комикса. Обично је приказан као противник Спајдермена и архинепријатељ Венома. Лик се први пут појавио у стрипу The Amazing Spider-Man #361 (април 1992), а створили су га сценариста Дејвид Мишелин и цртач Марк Беџли, иако је први Масакра нацртао у оловци Крис Маринан.

## Опис лика
Масакр припада раси аморфних ванземаљских паразита познатих као симбиозе, који у са својим домаћинима стварају симбиотску везу и дају им надљудске способности. Као потомак Венома, Масакр је много моћнији и мрачнији од Веномовог симбиота. Као и Веном, Масакр је годинама имао више домаћина, али њихов најзлогласнији остаје онај први, серијски убица Клитус Касади, чија се садистичка сличност савршено слаже са симбиотом. Док су им домаћини углавном мушкарци, сам симбиот је жена.
Од њиховог првобитног увођења у стрип, лик је прилагођен у неколико других облика у медијима, попут ТВ серија и видео-игара. Вуди Харелсон тумачи Масакра (Клитуса Касадија) у његовом првом појављивању на филму у Веном 2 (2021). Харлесон је ово улогу најавио у филму Веном (2018).
Године 2009. је Масакр као Клитус Касади рангиран као 90. највећа злоћа свих времена на ИГН-овој листи.